# 萊斯納-諾德斯特洛姆度規
赖斯纳-努德斯特伦度规（英語：Reissner-Nordström metric）是广义相对论中描述描述静态球对称带电物体的引力场的度规，是广义相对论的一个著名的精確解，是赖斯纳（H. Reissner）以及努德斯特伦（G. Nordström）首先提出的。具有这样的度规形式的黑洞稱為赖斯纳-努德斯特伦度规黑洞。
赖斯纳-努德斯特伦度规可以表示為：
{\displaystyle \mathrm {d} s^{2}=-\mathrm {d} \tau ^{2}=-\left(1-{\frac {2GM}{r}}+{\frac {GQ^{2}}{4\pi r^{2}}}\right)\mathrm {d} t^{2}+\left(1-{\frac {2GM}{r}}+{\frac {GQ^{2}}{4\pi r^{2}}}\right)^{-1}\mathrm {d} r^{2}+r^{2}(\mathrm {d} \theta ^{2}+\sin ^{2}\theta \,\mathrm {d} \phi ^{2})}
電磁勢為
{\displaystyle A_{\alpha }=\left({\frac {Q}{r}},0,0,0\right)}。
可见电荷Q对度规的影响与r2成反比，是短程的，而引力质量的影响是长程的，因此一般情况下很少考虑电荷的作用。